# Coliade verdâtre
Colias nastes
Espèce
Le Coliade verdâtre (Colias  nastes) est un insecte lépidoptère de la famille des Pieridae, de la sous-famille des Coliadinae et du genre Colias.
Le Coliade verdâtre est un papillon holarctique.

## Dénomination
Colias  nastes (Boisduval, 1832)

### Sous-espèces  et formes
- Colias nastes  présent dans l'Arctique et le nord-est du Canada.

Au Canada
- Colias nastes aliaska  (O. Bang-Haas, 1927) Dans l'ouest de l'Arctique, le Yukon et l'Alaska.
- Colias nastes dioni (Verhulst, 1999) en Alaska
- Colias nastes ferrisi (Verhulst, 2004) en Alaska.
- Colias nastes moina (Strecker, 1880) Inféodée à la côte ouest de la baie d'Hudson.
- Colias nastes streckeri (Grum-Grshimailo, 1895) Dans les Rocheuses de l'Alberta et de la Colombie-Britannique[1].

En Russie
- Colias nastes dezhnevi (Korshunov, 1996) ans le nord-est de la Sibérie.
- Colias nastes mongola (Alpheraky, 1897) inféodé aux monts Altaï.
- Colias nastes streckeri (Grum-Grshimailo, 1895) synonymes Colias nastes zemblica (Verity, 1911) et Colias nastes sibirica (Kurentzov, 1970)
- Colias nastes jacutica (Kurentzov, 1970) synonymes Colias nastes jacuticola (Weiss et Mracek, 1989)[2]
- Colias nastes cocandicides (Verity, 1911) aire de répartition non indiquée[3].

### Noms vernaculaires
Le Coliade verdâtre se nomme Labrador Sulphur en anglais et Vale luzernevlinder en néerlandais.

## Description
Le Coliade verdâtre est un papillon de taille moyenne d'une couleur jaune pâle à verdâtre, au revers blanc bordé d'une frange rose des deux côtés.

### Chenille
Les œufs éclosent en une à deux semaines, et donnent des chenilles vertes ornées à maturité d'une fine raie blanche à points noirs sur les côtés.

## Biologie

### Période de vol et hivernation
C'est la chrysalide qui hiverne et très rarement la chenille. Il arrive que la chrysalide hiverne deux hivers de suite.
Le Coliade verdâtre vole de mai à juillet, en une seule génération.

### Plantes hôtes
Les plantes hôtes de sa chenille sont des Vaccinium et des  Astragalus (Astragalus alpinus et Astragalus frigidus).

## Écologie et distribution
Le Coliade verdâtre est présent dans toute la région arctique: Groenland, Labrador et nord de l'Amérique. C'est une espèce circumpolaire.
Au Canada il est présent dans les régions alpines de la Colombie-Britannique et de l'Alberta, dans tout le Yukon, le Nunavut et les Territoires du Nord-Ouest, et dans l'Archipel arctique jusqu'à l'île d'Ellesmere.

### Biotope
Le Coliade verdâtre apprécie les  lieux caillouteux et les clairières marécageuses des bois de bouleau.

### Protection
Pas de statut de protection particulier.